# Сільниця (потік)
Сільниця (пол. Solnica) — гірський потік в Україні, у Калуському районі Івано-Франківської області у Галичині. Лівий доплив Бережниці (басейн Дністра).

## Опис
Довжина потоку приблизно 8,05 км, найкоротша відстань між витоком і гирлом — 5,83  км, коефіцієнт звивистості потоку — 1,38 . Формується багатьма безіменними струмками. Потік тече зі схилу міжрічкової височини.

## Розташування
Бере початок на південно-східних схилах безіменної гори (515,2 м) у селі Зелений Яр. Тече переважно на північний схід і у Старому Угриніві впадає у річку Бережницю, праву притоку Лімниці.
Населені пункти вздовж берегової смуги: Новиця.

## Цікаві факти
- У селі Зелений Яр потік перетинає автошлях Т 0901[2].
- На берегах Сільниці відбулася битва з татарською ордою 13.11.1672 (відома також як битва під Калушем).